# François Mazet
Pour les articles homonymes, voir Mazet (homonymie).
Pas d'image ? Cliquez ici
François Mazet (né le 24 février 1943 à Paris - ) est un ancien pilote de course automobile français.

## Biographie
Volant Shell 1967, il remporte le Championnat de France de Formule 3, ce qui lui ouvre les portes de la Formule 2.
Durant les saisons 1970 et 1971, sa meilleure performance est une quatrième place, à Pau en 1971 ; s'il ne marque qu'un seul point au championnat d'Europe de Formule 2 1971, il participe néanmoins à un Grand Prix de Formule 1, le seul de sa carrière, en France 1971, au volant d'une March 701 louée à  Joseph Siffert. Parti vingt-troisième, il finit treizième, hors des points.
Dans les années 1980, François Mazet se lance dans le management de sponsoring automobile notamment avec Team Lotus à qui il apporte le sponsor Essex Petroleum.
Il se réoriente ensuite dans la culture de citrons et d'agrumes, à Menton dans la Côte d'Azur.

## Résultats en championnat du monde de Formule 1
| Saison | Écurie                 | Châssis   | Moteur      | Pneus     | GP disputé   | Points inscrits | Classement |
| ------ | ---------------------- | --------- | ----------- | --------- | ------------ | --------------- | ---------- |
| 1971   | Jo Siffert Automobiles | March 701 | Cosworth V8 | Firestone | France (13e) | 0               | n.c.       |